# Макото Шинкай
Макото Шинкай (на японски: 新海 誠) е японски режисьор, сценарист, оператор, монтажист, продуцент и художник на аниме.

## Биография
Макото Шинкай е роден на 9 февруари 1973 г. в префектура Нагано. Истинското му име е Макото Ниицу (на японски: 新津 誠). По-късно започва да учи в университета Чуо в Токио. Любимият му аниме е „Лапута: Замъкът в небето“ на Хаяо Миядзаки. Произведенията на Шинкай се сравняват с артхаус. Съпругата му Мисака Ико.

## Творби

### Игрални филми
| Година | Оригинално заглавие    | Заглавие на английски                | Заглавие на български       | Творческа дейност                                             |
| ------ | ---------------------- | ------------------------------------ | --------------------------- | ------------------------------------------------------------- |
| 2004   | 雲のむこう、約束の場所 | The Place Promised in Our Early Days | —                           | режисьор, сценарист, оператор, монтажист, продуцент, художник |
| 2007   | 秒速5センチメートル    | 5 Centimeters Per Second             | „5 сантиметра в секунда“    | режисьор, сценарист, оператор, монтажист, продуцент, художник |
| 2011   | 星を追う子ども         | Children Who Chase Lost Voices       | „Ловци на изгубени гласове“ | режисьор, сценарист, оператор, монтажист, продуцент           |
| 2013   | 言の葉の庭             | The Garden of Words                  | „Градина на словата“        | режисьор, сценарист, оператор, монтажист                      |
| 2016   | 君の名は。             | Your Name                            | „Твоето име“                | режисьор, сценарист, оператор, монтажист                      |

### Късометражни филми
| Година | Оригинално заглавие | Заглавие на английски    | Заглавие на български       | Творческа дейност                                             |
| ------ | ------------------- | ------------------------ | --------------------------- | ------------------------------------------------------------- |
| 1998   | 囲まれた世界        | The world be enclosed    | —                           | режисьор                                                      |
| 1999   | 遠い世界            | Other Worlds             | „Други светове“             | режисьор                                                      |
| 1999   | 彼女と彼女の猫      | She and Her Cat          | „Тя и нейната котка“        | режисьор, сценарист, оператор, продуцент, художник            |
| 2002   | ほしのこえ          | Voices of a Distant Star | „Гласове от далечна звезда“ | режисьор, сценарист, оператор, монтажист, продуцент, художник |
| 2003   | 笑顔                | Egao                     | —                           | режисьор                                                      |
| 2007   | 猫の集会            | A Gathering of Cats      | —                           | режисьор, сценарист, оператор, художник                       |
| 2013   | だれかのまなざし    | Someone's Gaze           | —                           | режисьор, сценарист, оператор, монтажист                      |

### Реклами
| Година | Оригинално заглавие    | Заглавие на английски   | Творческа дейност    |
| ------ | ---------------------- | ----------------------- | -------------------- |
| 2011   | ボスポラス海峡トンネル | Bosphorus tunnel        | режисьор             |
| 2013   | スリランカ高速道路     | Sri Lanka highway       | режисьор             |
| 2014   | ベトナム・ノイバイ空港 | Vietnam Noi Bai Airport | режисьор             |
| 2014   | Ｚ会 「クロスロード」  | Z-Kai: Cross Road       | сценарист, продуцент |

### Видео игри
| Година      | Заглавие                                    | Творческа дейност  |
| ----------- | ------------------------------------------- | ------------------ |
| 1999        | The Legend of Heroes III: Song of the Ocean | режисьор           |
| 2000        | Ys 2 ETERNAL                                | режисьор           |
| 2001        | Bittersweet Fools                           | режисьор           |
| 2002 – 2004 | Wind: A Breath of Heart                     | режисьор, художник |
| 2004        | Haru no Ashioto                             | режисьор           |
| 2006        | Ef: A Fairy Tale of the Two                 | режисьор           |

### Манга
| Година      | Заглавие на английски                          | Заглавие на български                    |
| ----------- | ---------------------------------------------- | ---------------------------------------- |
| 2002        | Beyond the Tower                               | „Отвъд кулата“                           |
| 2004        | Voices from a Distant Star                     | „Гласове от далечна звезда“              |
| 2006        | The Place Promised in Our Early Days           | —                                        |
| 2010 – 2011 | 5 Centimeters per Second                       | „5 сантиметра в секунда“                 |
| 2011        | Children who Chase Lost Voices from Deep Below | „Ловци на изгубени гласове от дълбините“ |
| 2013        | The Garden of Words                            | „Градина на словата“                     |
| 2016        | Your Name                                      | „Твоето име“                             |